# Unknown Death 2002
Unknown Death 2002 är det första mixtapet av den svenska artisten Yung Lean. Albumet utgavs den 9 juli 2013 av YEAR0001.

## Låtlista
Alla låtar är skrivna och komponerade av Yung Lean. 
| Nr           | Titel                                  | Producent(er) | Längd |
| ------------ | -------------------------------------- | ------------- | ----- |
| 1.           | Welcome 2 Unknown Death                | Yung Sherman  | 1:52  |
| 2.           | Nitevision (feat. Bladee)              | Gud           | 3:44  |
| 3.           | Ocean 2001                             | GRXGVR        | 3:26  |
| 4.           | Gatorade                               | Gud           | 3:19  |
| 5.           | Hurt                                   | Suicideyear   | 4:07  |
| 6.           | Lightsaber // Saviour                  | Yung Sherman  | 4:34  |
| 7.           | Princess Daisy                         | Gud           | 3:35  |
| 8.           | Lemonade (feat. Baba Stilitz)          | Yung Sherman  | 3:16  |
| 9.           | Emails                                 | Whitearmor    | 3:00  |
| 10.          | Deathstar // Getting Benjamins         | Whitearmor    | 2:48  |
| 11.          | Heal you // Bladerunner (feat. Bladee) | Whitearmor    | 3:04  |
| 12.          | Solarflare                             | Friendzone    | 3:20  |
| Total längd: | Total längd:                           | Total längd:  | 40:08 |